# Ángel (chanteur)
Pour les articles homonymes, voir Angel.
Ángel ou Angel Boi, de son vrai nom Ángel Schaffer, né à Los Angeles, en Californie, est un rappeur et poète cubano-américain.

## Biographie
Ángel est né d'une mère d'origine cubano-française. Il a également des origines indiennes. Petit, sa mère lui apprend qu'il faut travailler dur pour réussir dans la vie. Il se lance dans la musique au lycée, inspiré par 2Pac, Celia Cruz, Tego Calderon, et Marvin Gaye.
Il publie son premier projet intitulé Blessed Child, en 2004, qui est un livre de poésie romantique. Il suit avec Toe Lover, son premier projet musical, en août 2005. Le single Toe Lover, chanté en anglais et en espagnol, compte plus de 100 000 exemplaires vendus indépendamment, et le fait connaître en particulier en Amérique latine. Concernant l'album, il estime qu'il est important pour un artiste de dire la vérité : « C'est une histoire vraie. Toutes mes relations se basent sur ça. » Selon ses dires, certaines filles tentent, après ses spectacles, de coller leurs pieds sur son visage. 
Ángel fonde en parallèle son label discographique, Angel's Enterprises Boy, en 2004. À cette période, il souhaite exprimer sans la pression qu'exigerait un grand label.

## Discographie
- 2004 : Blessed Child (livre)
- 2005 : Toe Lover